# مالبارتيدا دي قصرش
بلدية مالبارتيدا دي قصرش (بالإسبانية: Malpartida de Cáceres)‏، هي بلدية تقع في مقاطعة قصرش والتي تقع في منطقة إكستريمادورا، غرب إسبانيا.
يبلغ عدد سكانها 4.412 نسمة وفقاً لإحصائية سنة (2002).